# دنیاگیری کووید-۱۹ در فلسطین
دنیاگیری کووید-۱۹ در فلسطین (انگلیسی: COVID-19 pandemic in the State of Palestine) بخشی از دنیاگیری بیماری کروناویروس ۲۰۱۹ در جهان است. اولین مورد تأیید شده در فلسطین در ۵ مارس ۲۰۲۰ در شهر بیت‌لحم اعلام شد.